# John Pierpont
John Pierpont, född den 6 april 1785 i Litchfield County i Connecticut, död den 27 augusti 1866, var en amerikansk författare. 
Pierpont, som var unitarisk präst i Boston, skrev hymner och fosterländska oden; bland hans dikter märks särskilt de abolitionistiska The jugitive slave’s apostrophe to the north star och Warren’s address to the american soldiers.